# Anastasiya Lysenko
Anastasiya Serhivna Lysenko (en ucraniano: Анастасія Сергіївна Лисенко; Vugledar, 2 de diciembre de 1995) es una deportista ucraniana que compite en halterofilia. Ganó cuatro medallas de plata en el Campeonato Europeo de Halterofilia, entre los años 2015 y 2021.

## Palmarés internacional
| Campeonato Europeo | Campeonato Europeo | Campeonato Europeo | Campeonato Europeo |
| Año                | Lugar              | Medalla            | Categoría          |
| ------------------ | ------------------ | ------------------ | ------------------ |
| 2015               | Tiflis (Georgia)   | Medalla de plata   | +75 kg             |
| 2017               | Split (Croacia)    | Medalla de plata   | +90 kg             |
| 2019               | Batumi (Georgia)   | Medalla de plata   | +87 kg             |
| 2021               | Moscú (Rusia)      | Medalla de plata   | +87 kg             |